# Venusia accentuata
Venusia accentuata là một loài bướm đêm trong họ Geometridae.